# クリティクス・チョイス・ムービー・アワード 作品賞
クリティクス・チョイス・ムービー・アワード 作品賞は、クリティクス・チョイス・アソシエーションがその年の優れた映画作品に贈る映画賞である。

## 受賞とノミネートの一覧

### 1990年代
- 1995年[1]: 『いつか晴れた日に』

- 1996年[2]: 『ファーゴ』

- 1997年[3]: 『L.A.コンフィデンシャル』

- 1998年[4]: 『プライベート・ライアン』

- 1999年[5]: 『アメリカン・ビューティー』

### 2000年代
- 2000年[6]: 『グラディエーター』

- 2001年[7]: 『ビューティフル・マインド』
  - 『ALI アリ』
  - 『イン・ザ・ベッドルーム』
  - 『ロード・オブ・ザ・リング』
  - 『バーバー』
  - 『メメント』
  - 『ムーラン・ルージュ』
  - 『マルホランド・ドライブ』
  - 『シッピング・ニュース』
  - 『シュレック』

- 2002年[8]: 『シカゴ』
  - 『アバウト・シュミット』
  - 『アダプテーション』
  - 『キャッチ・ミー・イフ・ユー・キャン』
  - 『エデンより彼方に』
  - 『ギャング・オブ・ニューヨーク』
  - 『めぐりあう時間たち』
  - 『ロード・オブ・ザ・リング/二つの塔』
  - 『戦場のピアニスト』
  - 『ロード・トゥ・パーディション』

- 2003年[9]: 『ロード・オブ・ザ・リング/王の帰還』
  - 『ビッグ・フィッシュ』
  - 『コールド マウンテン』
  - 『ファインディング・ニモ』
  - 『イン・アメリカ/三つの小さな願いごと』
  - 『ラスト サムライ』
  - 『ロスト・イン・トランスレーション』
  - 『マスター・アンド・コマンダー』
  - 『ミスティック・リバー』
  - 『シービスケット』

- 2004年[10]: 『サイドウェイ』
  - 『アビエイター』
  - 『コラテラル』
  - 『エターナル・サンシャイン』
  - 『ネバーランド』
  - 『ホテル・ルワンダ』
  - 『愛についてのキンゼイ・レポート』
  - 『ミリオンダラー・ベイビー』
  - 『オペラ座の怪人』
  - 『Ray/レイ』

- 2005年[11]: 『ブロークバック・マウンテン』
  - 『カポーティ』
  - 『シンデレラマン』
  - 『ナイロビの蜂』
  - 『クラッシュ』
  - 『グッドナイト&グッドラック』
  - 『キング・コング』
  - 『SAYURI』
  - 『ミュンヘン』
  - 『ウォーク・ザ・ライン/君につづく道』

- 2006年[12]: 『ディパーテッド』
  - 『バベル』
  - 『ブラッド・ダイヤモンド』
  - 『ドリームガールズ』
  - 『硫黄島からの手紙』
  - 『リトル・チルドレン』
  - 『リトル・ミス・サンシャイン』
  - 『あるスキャンダルについての覚え書き』
  - 『クィーン』
  - 『ユナイテッド93』

- 2007年[13]: 『ノーカントリー』
  - 『アメリカン・ギャングスター』
  - 『つぐない』
  - 『潜水服は蝶の夢を見る』
  - 『イントゥ・ザ・ワイルド』
  - 『JUNO/ジュノ』
  - 『君のためなら千回でも』
  - 『フィクサー』
  - 『スウィーニー・トッド フリート街の悪魔の理髪師』
  - 『ゼア・ウィル・ビー・ブラッド』

- 2008年[14]: 『スラムドッグ$ミリオネア』
  - 『チェンジリング』
  - 『ベンジャミン・バトン 数奇な人生』
  - 『ダークナイト』
  - 『ダウト〜あるカトリック学校で〜』
  - 『フロスト×ニクソン』
  - 『ミルク』
  - 『愛を読むひと』
  - 『ウォーリー』
  - 『レスラー』

- 2009年[15]: 『ハート・ロッカー』
  - 『アバター』
  - 『17歳の肖像』
  - 『イングロリアス・バスターズ』
  - 『インビクタス/負けざる者たち』
  - 『NINE』
  - 『プレシャス』
  - 『シリアスマン』
  - 『カールじいさんの空飛ぶ家』
  - 『マイレージ、マイライフ』

### 2010年代
- 2010年[16]: 『ソーシャル・ネットワーク』
  - 『127時間』
  - 『ブラック・スワン』
  - 『ザ・ファイター』
  - 『インセプション』
  - 『英国王のスピーチ』
  - 『ザ・タウン』
  - 『トイ・ストーリー3』
  - 『トゥルー・グリット』
  - 『ウィンターズ・ボーン』